# هنری اوبراین (دوچرخه‌سوار)
هنری اوبراین (انگلیسی: Henry O'Brien; ۵ آوریل ۱۹۱۰ – ۱۸ آوریل ۱۹۷۳) دوچرخه‌سوار اهل ایالات متحده آمریکا بود. وی در بازی‌های المپیک تابستانی ۱۹۲۸ و ۱۹۳۲ شرکت کرده است.